# Lebendohrmarkennummer

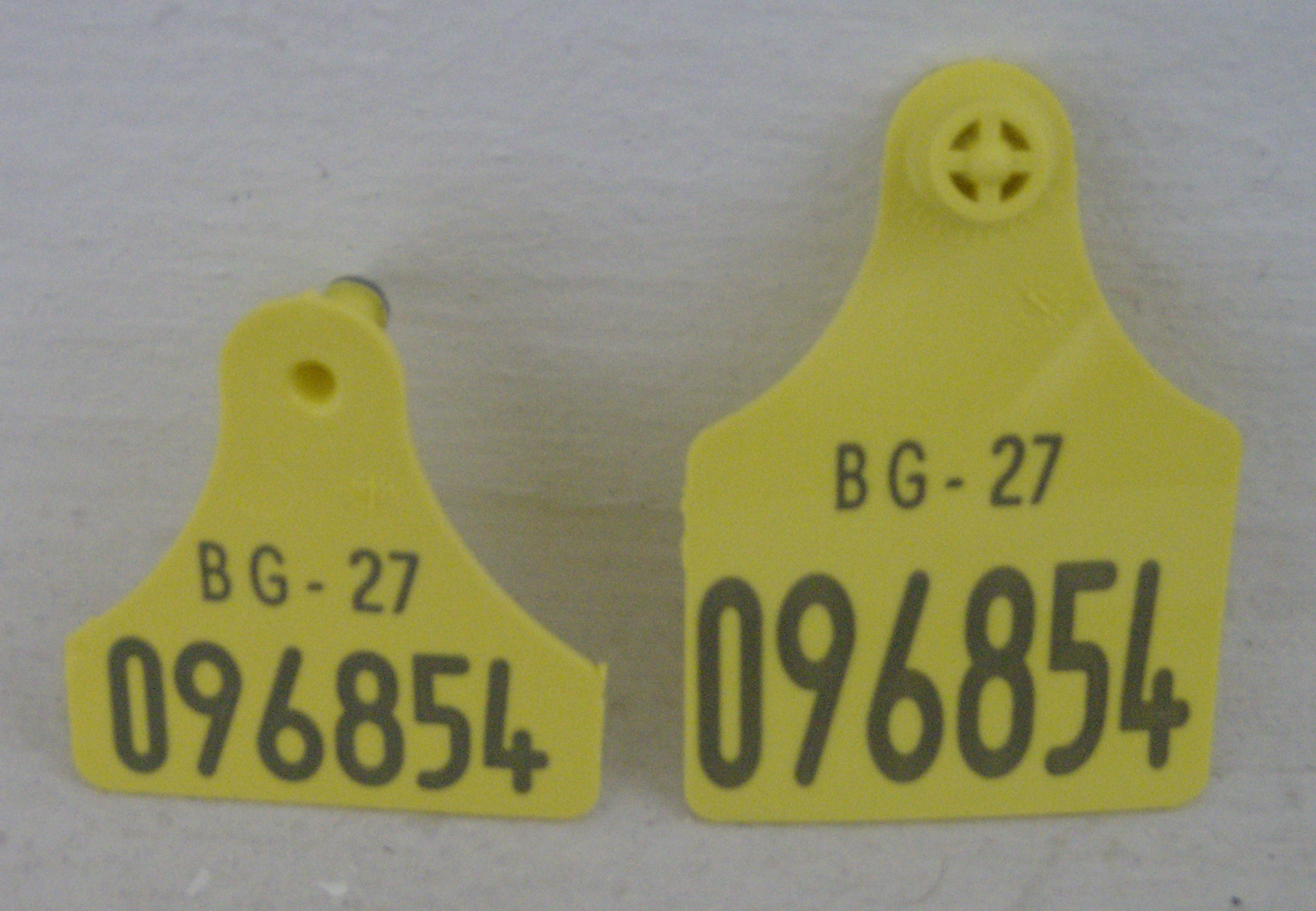
Nummer auf Ohrmarken für ein bulgarisches Rind

Die Lebendohrmarkennummer ist ein Identitätskennzeichen in der Rinderhaltung in der EU.
Die Kennzeichnung erfolgt meist durch den Landwirt, der dem neugeborenen Kalb die Ohrmarken einzieht. Jedes Rind, das nach dem 28. Oktober 1995 in der EU geboren wurde, hat eine solche Lebensohrmarke zu tragen. Nach dem 1. Januar 1998 geborene Rinder müssen in jedem Ohr eine identische Marke tragen.  Die Ohrmarken werden den Landwirten von der mit der Ausgabe beauftragten Organisation (meist den Landeskontrollverbänden, die auch die Milchleistungsprüfung durchführen) auf Antrag entsprechend der ungefähren Anzahl der im folgenden Jahr zu erwartenden Geburten zugeteilt. Sie sind in den ersten sieben Tagen, bei Bisons in den ersten neuen Monaten nach der Geburt anzubringen oder anbringen zu lassen. Entfernt werden dürfen die Marken außer nach der Schlachtung auch nach dem Tod des Tieres nicht ohne behördliche Genehmigung.
In Deutschland besteht die Lebensohrmarkennummer aus einer Buchstaben- und Ziffernkombination und hat zwölf Stellen. Sie beginnt mit dem Länderkürzel in Buchstaben (z. B. DE für Deutschland, NL für das Königreich der Niederlande). Dann folgt eine zweistellige Nummerncodierung für das Bundesland, in dem das Tier geboren wurde (z. B. 03 für Niedersachsen). Individuell vergeben werden die letzten acht Ziffern. Diese Nummer begleitet jedes in Deutschland und den anderen EU-Staaten geborene oder gehaltene Rind sein ganzes weiteres Leben und darüber hinaus und dient der Rückverfolgbarkeit daraus gewonnener Lebensmittel oder festgestellter tiergesundheitsrechtlicher Auffälligkeiten. Sie findet sich auf den Ohrmarken und dem Rinderpass sowie in der HI-Tier-Datenbank. Die Lebensohrmarkennummer muss sich zusätzlich als Strichcode auf den Ohrmarken und dem Rinderpass befinden. 
Der Begriff findet sich in den aktuell gültigen Rechtsgrundlagen, nämlich der Verordnung (EG) Nr. 1760/2000 und der deutschen Viehverkehrsverordnung, nicht, sondern dort heißt die Kennung schlicht und korrekter Ohrmarkennummer.

## Belege
1. ↑  § 27 ViehVerkV
2. ↑  aktuelle Vorgaben für Deutschland in Anlage 4 zu § 27 der Viehverkehrsverordnung
3. ↑  § 27 ViehVerkV